# Божур (село)
Божур е историческо село в Югоизточна България. Селото е било разположено Източна Стара планина в близост до селата Аспарухово и Добромир.
Старото име на селото е Кехманлък и вариант Кемхалък. Описано е в Берлинския договор, според който границата между Княжество България и Източна Румелия минава южно от селата Белибе и Кехманлък. След Освобождението, селото е изселено, след което отново е заселено през 1886 г. Преименувано е на Божур на 14 август 1934 г. В периода между 1946 и 1956 г. селото е изселено, като не е заличено с административен акт.